# Schistura robertsi
Schistura robertsi és una espècie de peix de la família dels balitòrids i de l'ordre dels cipriniformes.

## Morfologia
Els mascles poden assolir els 5,6 cm de longitud total.

## Distribució geogràfica
Es troba a la península de Malaca i a l'illa Phuket (Tailàndia).